# Невицька сільська рада
| Невицька сільська рада — колишній орган місцевого самоврядування у Ужгородському районі Закарпатської області з адміністративним центром у с. Невицьке. Сільській раді підпорядковані населені пункти: - с. Невицьке |

## Склад ради
Рада складається з 16 депутатів та голови.

## Керівний склад сільської ради
| ПІБ                        | Основні відомості                                                         | Дата обрання | Дата звільнення |
| -------------------------- | ------------------------------------------------------------------------- | ------------ | --------------- |
| Чундак Олександр Федорович | Сільський голова, 1974 року народження, освіта                            | 26.03.2006   | 31.10.2010      |
| Лаба Михайло Михайлович    | Сільський голова, 1975 року народження, освіта вища, член народної партії | 31.10.2010   |                 |

Примітка: таблиця складена за даними джерела